# Puxerloch
Die im Volksmund als Puxerloch bezeichneten beiden Höhlenburgen Luegg und Schallaun sind zwei der wenigen noch erhaltenen Höhlenburgruinen in Österreich. Diese liegen im Gemeindegebiet von Teufenbach-Katsch im Bezirk Murau, Bundesland Steiermark, nahe dem Ort Teufenbach.

## Beschreibung
100 Meter über dem Boden steigt die fast senkrechte Südwand des Berges Pleschaitz auf. In dieser befinden sich auf 900 m ü. A. die Reste der beiden Höhlenburgen Luegg und Schallaun. In der größeren Höhle befand sich die Burg Luegg. Der Zugang ist heutzutage nicht mehr erlaubt, die kleine Holzleiter, mit der die letzte Stufe überwunden werden kann, wurde entfernt. Die Höhle ist mit einer Mauerwand abgeschlossen, im Inneren lagen früher die Wohnräume und eine Quelle. 
Die kleinere Höhle mit der Burg Schallaun liegt rund 50 Meter westwärts von Luegg und ist heute nicht mehr begehbar, bzw. nur mit alpiner Ausrüstung erreichbar. Diese zwar eigene selbständige Burg war mit Luegg entlang der Felswand mit einer Brücke verbunden.
Die Sage will es, dass eine "Lederne Hängebrücke" sie einst verband. Das erscheint aufgrund der fehlenden Löcher in der Wand für Stützbalken aber mehr als unwahrscheinlich. Viel naheliegender ist eine Holz-Stein-Konstruktion. Entlang der Felswand sind immer wieder Reste von kleineren Mauern zu erkennen und teils ein künstlich geschaffener Steig, wie auf Drohnenaufnahmen zu sehen ist.

## Geschichte
Die Burg Schallaun wurde 1181 erstmals urkundlich erwähnt. Im Laufe der Geschichte wechselten beide Burgen mehrfach den Besitzer (Teufenbacher, Liechtensteiner, Pranckh). Letztere benutzten die Burg nicht mehr und ließen diese verfallen. Eingenistete Räuberbanden haben zum Verfall der beiden Burgen beigetragen. Mit ihnen hängt wohl auch das Gerede von ehemaligen Raubrittern zusammen. Im 18. Jahrhundert wurden die beiden Höhlenburgen mittels Soldaten aus Ungarn gesäubert, was ebenfalls zu einer weiteren Zerstörung der Anlagen beitrug. Dennoch war die Burg Luegg bis ins 19. Jahrhundert bewohnt. Beide Ruinen befinden sich heute, ebenso wie das naheliegende Schloss Pux, im Besitz der Familie Pranckh.

## Sage um die Entstehung von Schallaun
Karl der Große, der mächtige Herrscher des Frankenvolkes, hatte die Schlacht gegen die kriegerischen Sachsen geschlagen und feierte die Heldentat durch ein prunkvolles Siegesmahl. Immer wieder ließ der Lieblingsedelknabe Charlot von Chalon den Becher des Königs füllen, um die erhitzten Gemüter zu mildern. Die Frage war, was aus den 30.000 gefangenen Sachsen werden sollte, darunter die beiden Töchter des gefallenen sächsischen Königs. Beide waren Charlot anvertraut. Der Edelknecht erbarmte sich der beiden Töchter und verließ das glänzende Leben am fränkischen Hof. So flüchtete er und entdeckte die Felshöhle im Murtal. Als die kriegerischen Zeiten vorbei waren und Charlot von Chalon nicht mehr einen Verrat fürchten musste, baute er die Höhlenburg Schallaun. Er heiratete eine der beiden Schwestern und war dann der Ahnherr eines gefürchteten Raubrittergeschlechtes.